# Дерпхоф
Дерпхоф (њем. Dörphof) општина је у њемачкој савезној држави Шлезвиг-Холштајн. Једно је од 165 општинских средишта округа Рендсбург. Према процјени из 2010. у општини је живјело 738 становника. Посједује регионалну шифру (AGS) 1058042.

## Географски и демографски подаци
Дерпхоф се налази у савезној држави Шлезвиг-Холштајн у округу Рендсбург. Општина се налази на надморској висини од 7 метара. Површина општине износи 15,0 km². У самом мјесту је, према процјени из 2010. године, живјело 738 становника. Просјечна густина становништва износи 49 становника/km².